# Атыш (пещера)
Аты́ш (с баш. Атыш — «выстрел», «пальба»), Атышский грот — карстовый грот, образованный в горе Кузь-язь-таш подземной рекой Атыш, которая образует одноимённый водопад.

## Расположение
Пещера расположена на Южном Урале, в Белорецком районе Башкортостана.
Грот возвышается над рекой на уровне 2—4 метров, в старые времена[когда?]

 — ещё выше. Со временем вода размоет перемычку и водопад исчезнет. Ширина грота — 6 метров, высота — 4,5 метра, глубина — около 10 метров. Внутри грота вода бьет из наклонного отверстия мощной восходящей струей.

## Археологические находки
Грот интересен тем, что здесь проводятся археологические раскопки. Обнаружены останки рыб (хариус, таймень, щука и др.) из отрядов Saimoniformes, Esociformes, Cypriniformes, Perciformes, всего свыше 200 типов чешуи. Они происходят из голоценовых отложений и залегают совместно с остатками мелких и крупных млекопитающих. В 1993—1994 годах уфимский археолог В. Г. Котов в Атышском гроте обнаружил фрагменты посуды «селеукского типа» первых веков II тысячелетия до н. э. с примесями шамота, песка и гальки, черешковый наконечник стрелы и обломок оловянной чашки.